# 2,4-dimetilpentano
El 2,4-dimetilpentano es un alcano de cadena ramificada con fórmula molecular C7H16.